# Eduardo Saretta
Eduardo Saretta (Ribeirão Preto, 28 de outubro de 1975) é um historiador brasileiro, membro do Coletivo SHN de arte e ex-diretor da Galeria e Editora Choque Cultural.

## Biografia
Formado em história pela Universidade Federal de Ouro Preto, com mestrado em história na Universidade de São Paulo, abordando a história da imprensa no Brasil. Em 99 fundou com mais dois amigos o coletivo de arte SHN, produzindo adesivos e lecionando oficinas de silk screen por todo o Brasil. Através desse trabalho, conheceu Baixo Ribeiro e Mariana Martins, e o projeto da Galeria Choque Cultural, da qual foi sócio de 2004 a 2013. Com experiências de trabalho em Nova Iorque, Los Angeles, Londres, Brighton, Birmingham, Paris, Saint Tropez, Toulouse e Basel, diversos estados do Brasil e instituições como Masp, Mam, Memorial da América Latina.  Ainda, organiza publicações de arte como gravuras e livros de edição limitada e feitos a mão, criando obras de arte acessíveis e ajudando a disseminar a arte para todos os tipos de público.
É primo do tenista Flávio Saretta e foi colaborador ativo do Núcleo_TEMP.

## Curadorias
Curadoria e produção de mais de 100 exposições coletivas e individuais, de artistas brasileiros e estrangeiros desde 2004 na Galeria Choque Cultural. Edição e produção de mais de 150 títulos de gravuras de artistas nacionais e internacionais em diversas técnicas com destaque para serigrafia, offset, xilogravura, litho etc.[carece de fontes?]
- 2010: 2010 Cultureshock. Pure Evil Gallery, Londres – Reino Unido.
- 2010 Choque Cultural. Brasilea, Basel - Suíça.
- 2009 De dentro pra fora e de fora pra dentro. MASP, São Paulo.[1]
- 2009 Une Estivale. Galerie LJ, Paris – França.
- 2009 São Paulo. Scion Space, Los Angeles - EUA.
- 2007 Cor da Rua. Ocontemporary Gallery, Brighton – Reino Unido.
- 2006 Fortes Vilaça na Choque Cultural e Choque Cultural na Fortes Vilaça, São Paulo.
- 2007 Ruas de São Paulo. Jonathan Levine Gallery, Nova York – EUA.
- 2007 Choque Cultural. Nathalie Ducheyne Galerie, Saint-Tropez – França.
- 2006 Spray: o novo Muralismo Latino Americano. Galeria Marta Traba - Memorial da América Latina,  São Paulo.
- 2004 Coletivo Rua. Museu de Arte Contemporânea de Americana – SP.